# Гафаня-да-Енкарнасан
Гафаня-да-Енкарнасан (порт. Gafanha da Encarnação; МФА: [gɐ.ˈfɐ.ɲɐ dɐ ẽ.kaɾ.nɐ.ˈsɐ̃w]) — парафія в Португалії, у муніципалітеті Іляву. Розташована в західній частині країни, на теренах історичної португальської провінції Бейра. Входить до складу округу Авейру. За адміністративним поділом, чинним до 1976 року, терени парафії були складовою провінції Берегова Бейра. Належить до Авейрівської діоцезії Католицької церкви. Патрон — Діва Марія. Площа — 9,6970 км². Населення — 5487 ос. (2011). Середньо урбанізований регіон. Густота населення — 565,85 осіб/км²
. Код — 011002.

## Географія

Іляву (2013)
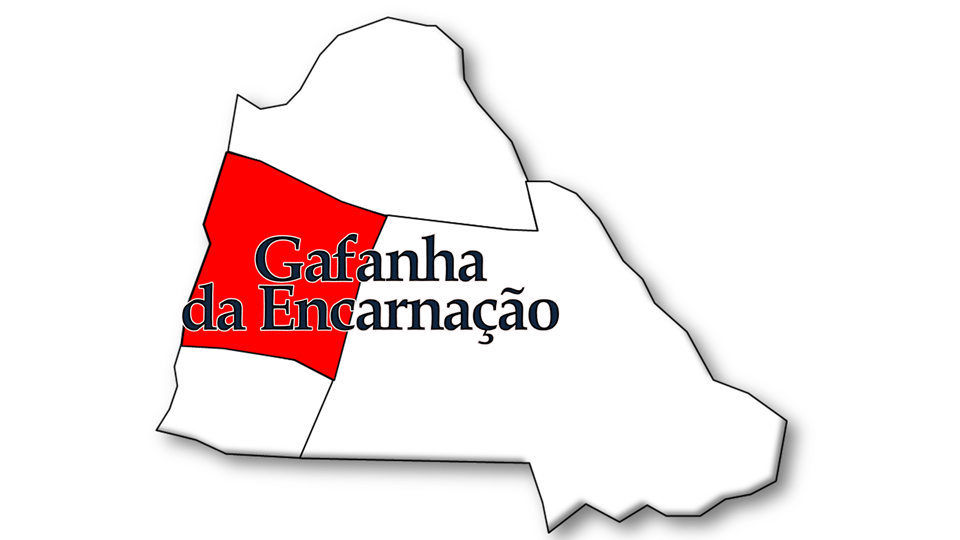
Гафаня-да-Енкарнасан

## Населення
| 1930  | 1940  | 1950  | 1960  | 1970  | 1981  | 1991  | 2001  | 2011  |
| 1.960 | 2.600 | 2.924 | 3.645 | 3.451 | 4.427 | 5.034 | 4.907 | 5.487 |